# Lutzomyia flochi
Lutzomyia flochi är en tvåvingeart som först beskrevs av Abonnenc E., Chassignet R. 1948.  Lutzomyia flochi ingår i släktet Lutzomyia och familjen fjärilsmyggor. Inga underarter finns listade i Catalogue of Life.